# Фетіно
Фетіно (рос. Фетино) — селище Бокситогорського району Ленінградської області Росії. Входить до складу Єфімовського міського поселення.
Населення — 1 особа (2003 рік). 